# NASA Astronautengroep 7
NASA's zevende astronautengroep werd in 1969 geselecteerd. Alle leden van de groep waren actieve militairen in "The Manned Orbiting Laboratory" (MOL), een ruimtevaartproject van de Amerikaanse luchtmacht (USAF).
De groep bestond uit:
| Astronaut        | Aantal vluchten | Missies                          | Status              |
| ---------------- | --------------- | -------------------------------- | ------------------- |
| Karol Bobko      | 3               | STS-6, STS-51-D, STS-51-J        | Pensioen 01.01.1989 |
| Robert Crippen   | 4               | STS-1, STS-7, STS-41-C, STS-41-G | Pensioen 31.12.1991 |
| Gordon Fullerton | 2               | STS-3, STS-51-F                  | Pensioen ??.10.1986 |
| Henry Hartsfield | 3               | STS-4, STS-41-D, STS-61-A        | Pensioen ??.03.1988 |
| Robert Overmyer  | 2               | STS-5, STS-51-B                  | Pensioen ??.06.1986 |
| Donald Peterson  | 1               | STS-6                            | Pensioen ??.12.1984 |
| Richard Truly    | 2               | STS-2, STS-8                     | Pensioen 01.10.1983 |